# Christopher Chavasse

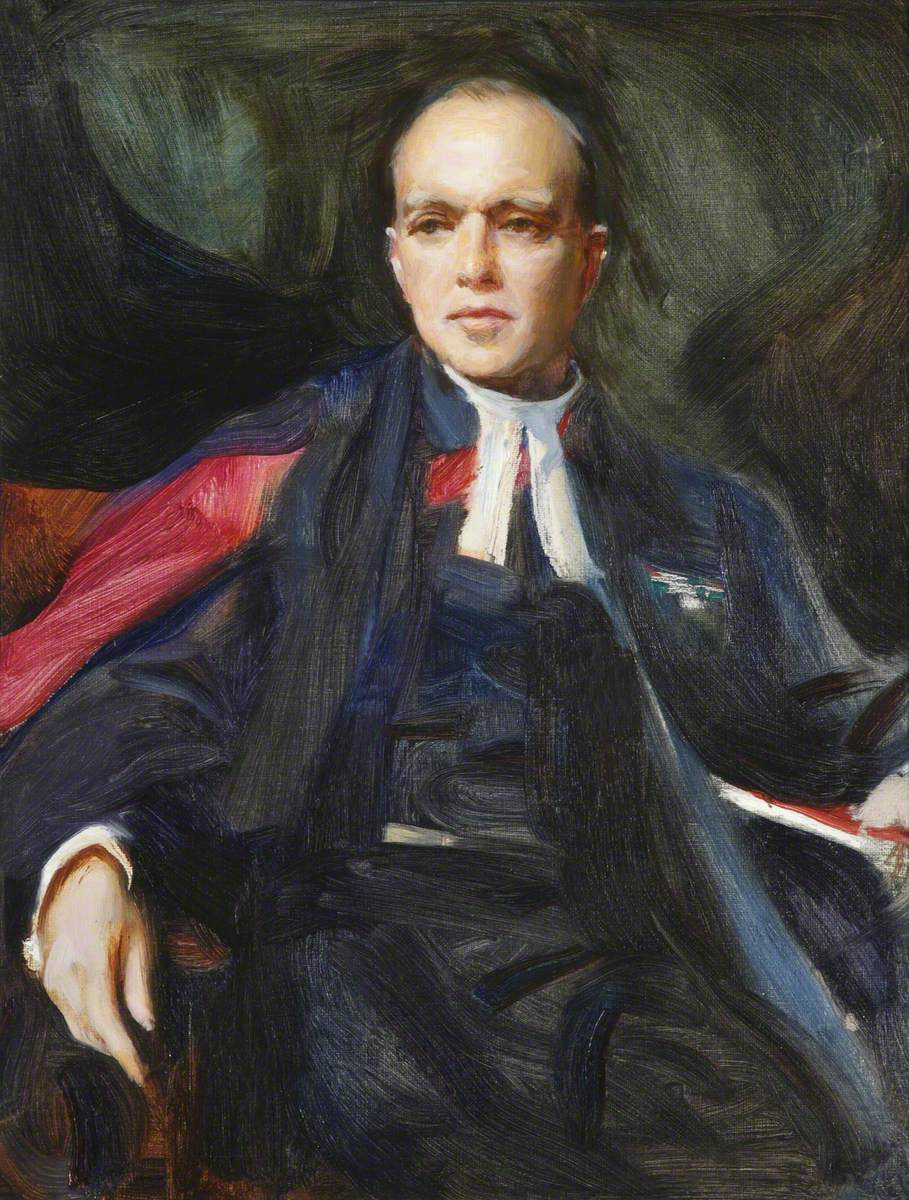
Christopher Maude Chavasse

Christopher Maude Chavasse OBE MC (* 9. November 1884 in Oxford; † 10. März 1962 ebenda) war ein britischer Sportler und anglikanischer Bischof. Er nahm an den Olympischen Spielen 1908 in London teil und wurde später Bischof von Rochester.

## Vor dem Ersten Weltkrieg
Chavasse war der Sohn von Francis James Chavasse, des Bischofs von Liverpool und Gründer des St Peter’s College in Oxford. Er hatte einen Zwillingsbruder namens Noel, der 20 Minuten jünger war als er. Die Zwillinge hatten noch zwei weitere Brüder und drei Schwestern.
Christopher und Noel Chavasse besuchten das Trinity College in Oxford. An der Hochschule trainierten sie in der Rugby-Mannschaft und in Leichtathletik. Sie nahmen im britischen Team an den Olympischen Spielen 1908 in London teil und erreichten als 400-m-Läufer das Viertelfinale.

## Im Ersten Weltkrieg
Alle vier Brüder Chavasse (Christopher, Noel, Aidan und Bernard) nahmen am Ersten Weltkrieg teil: Christopher als Armee-Geistlicher, die anderen als Sanitäter. Aidan wurde verwundet und dann vermisst. Die anderen drei Brüder erhielten jeweils das Military Cross. Noel war einer der drei Männer, die das Victoria-Kreuz zweimal erhielten, das zweite postum. Christopher erhielt den „Order of the British Empire“ und andere Auszeichnungen. Von den Brüdern überlebten nur er und Bernard den Krieg.

## Nach dem Ersten Weltkrieg
Nach dem Ersten Weltkrieg war Christopher Chavasse in verschiedenen Diensten der Church of England tätig. Schließlich wurde er 1940 Bischof von Rochester und blieb es bis zu seinem Rücktritt 1960. Eine Predigt von Chavasse produzierte J. Arthur Rank 1948 als religiösen Kurzfilm.
Im Jahr 1943 Chavasse war Vorsitzender des Erzbischöflichen Kommission über Evangelisation, die den umstrittenen Report Towards the conversion of England veröffentlichte. Weil er sich eine Massen-Evangelisierung erhoffte, unterstützte er im Jahr 1955 den „Crusade“ des amerikanischen Evangelisten Billy Graham in der Harringay-Arena.
Chavasse heiratete im Jahr 1919. Eines seiner fünf Kinder, ein Sohn namens Noel (zu Ehren seines Onkels, d. h. Christophers Bruder), nahm in der britischen Armee am Zweiten Weltkrieg teil und erhielt das Military Cross.

## Zitat
„Die Bibel ist das Porträt unseres Herrn Jesu Christi. Die Evangelien stellen die eigentliche Figur des Porträts dar: Das Alte Testament bildet den Hintergrund, vor dem die göttliche Gestalt steht und auf die es hinweist; es ist für das Gemälde als Ganzes unerlässlich. Die Briefe dienen als Gewänder und Ausstattung der Figur; sie erläutern und beschreiben sie. Während wir nun das Porträt in seiner Gesamtheit betrachten, indem wir die Bibel lesen, geschieht das Wunder: Die Figur wird lebendig und tritt aus der Leinwand des geschriebenen Wortes hervor, der ewige Christus aus der Emmaus-Geschichte wird auch unser Bibellehrer, um uns alles, was die Schriften über ihn voraussagten, persönlich auszulegen.“
(Zitiert in: Nicky Gumbel: Questions of Life. Eastbourne, E. Sussex, 1993)